# Pszczółki (gmina)
Pszczółki – gmina wiejska w województwie pomorskim, w powiecie gdańskim. Gmina w całości znajduje się w aglomeracji trójmiejskiej. W latach 1975–1998 gmina położona była w województwie gdańskim.
W skład gminy wchodzi 9 sołectw : Kleszczewko, Kolnik, Ostrowite, Pszczółki, Rębielcz, Różyny, Skowarcz, Ulkowy, Żelisławki
Siedzibą gminy są Pszczółki.
Według danych z 30 czerwca 2004 gminę zamieszkiwały 7694 osoby, 31 grudnia 2010 - 8215 osób, a w końcu 2011 - 8381 osób.

## Struktura powierzchni
Według danych z 2005 gmina Pszczółki ma obszar 49,84 km², w tym:
- użytki rolne: 86%
- użytki leśne: 2%

Gmina stanowi 6,28% powierzchni powiatu.

## Demografia
Dane z 30 czerwca 2008:
| Opis                              | Ogółem | Ogółem | Kobiety | Kobiety | Mężczyźni | Mężczyźni |
| --------------------------------- | ------ | ------ | ------- | ------- | --------- | --------- |
| jednostka                         | osób   | %      | osób    | %       | osób      | %         |
| populacja                         | 8954   | 100    | 4479    | 50,9    | 4475      | 49,1      |
| gęstość zaludnienia (mieszk./km²) | 154,4  | 154,4  | 78,6    | 78,6    | 75,8      | 75,8      |

- Piramida wieku mieszkańców gminy Pszczółki w 2014[1]:

## Sąsiednie gminy
Pruszcz Gdański, Suchy Dąb, Tczew, Trąbki Wielkie